# Harvey S. Rosen
Harvey S. Rosen – amerykański ekonomista, przewodniczący Zespołu Doradców Ekonomicznych w roku 2005, profesor Uniwersytetu Princeton. Jego badania dotyczą głównie finansów publicznych.